# 조슈아 마이클 스턴
조슈아 마이클 스턴(영어: Joshua Michael Stern)은 미국의 영화 감독이다. 정치 영화 《스윙 보트》(2008)와 스티브 잡스의 전기 영화 《잡스》(2013)를 연출하였다.

## 출연 작품
- 잡스 (2013)
- 카니발 (2012)
- 스윙 보트 (2008)
- 컨트랙터 (2007)
- 네버워즈 (2005)
- 아미티빌 8 - 테러블 하우스 (1996)